# زیردریایی یو-۳۵۰
زیردریایی یو-۳۵۰ (به انگلیسی: German submarine U-350) یک زیردریایی بود که طول آن ۶۷٫۱ متر (۲۲۰ فوت ۲ اینچ) بود. این زیردریایی در سال ۱۹۴۳ ساخته شد.